# Gongora
Gongora är ett släkte av orkidéer. Gongora ingår i familjen orkidéer.

## Bildgalleri

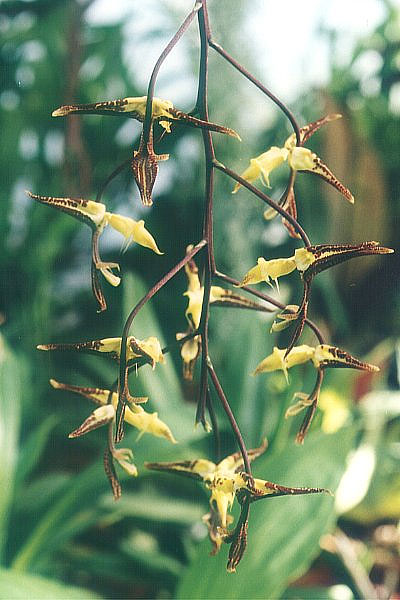
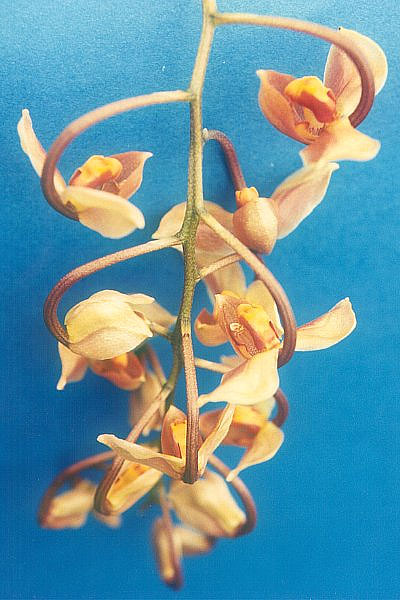
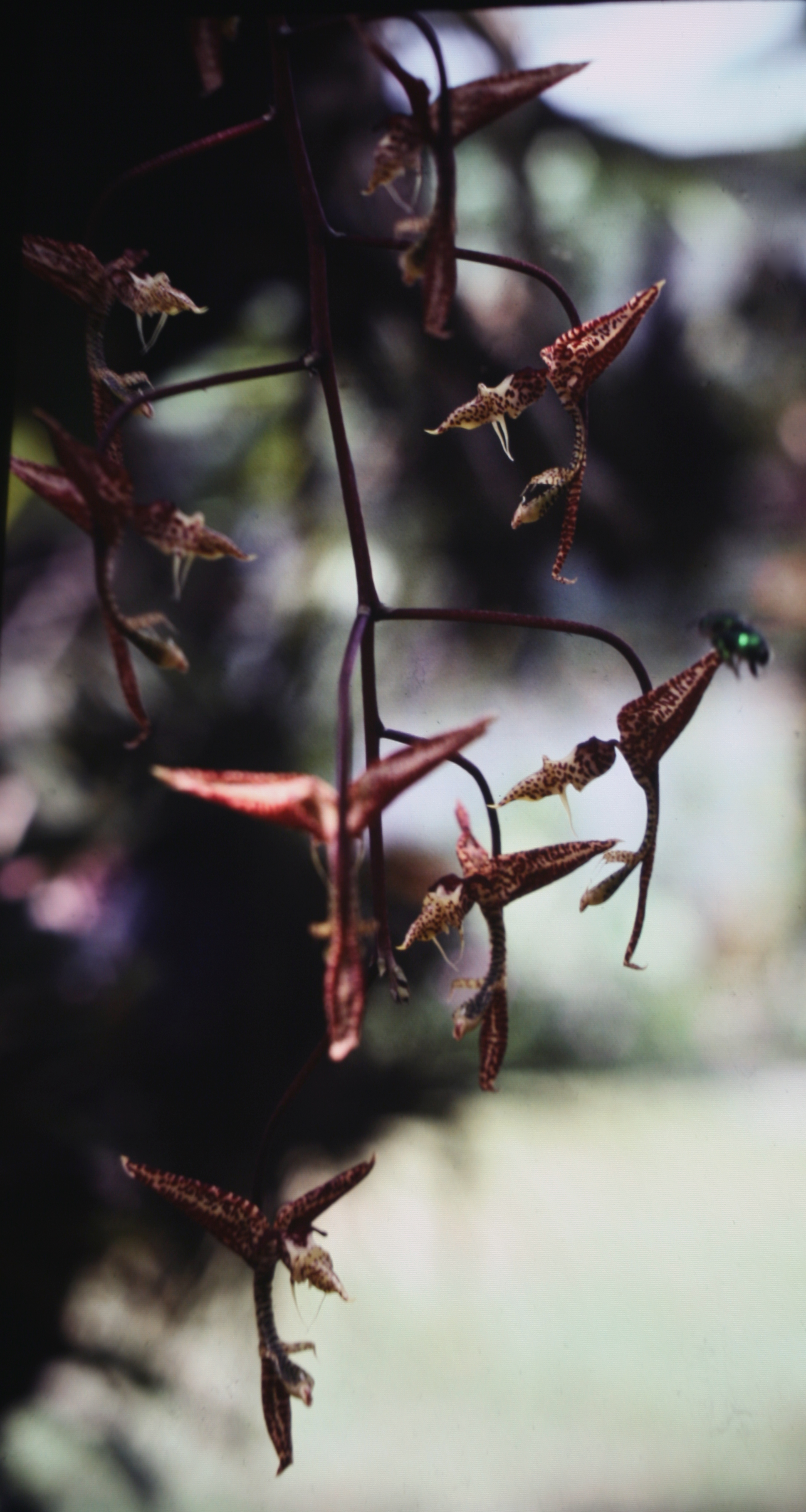
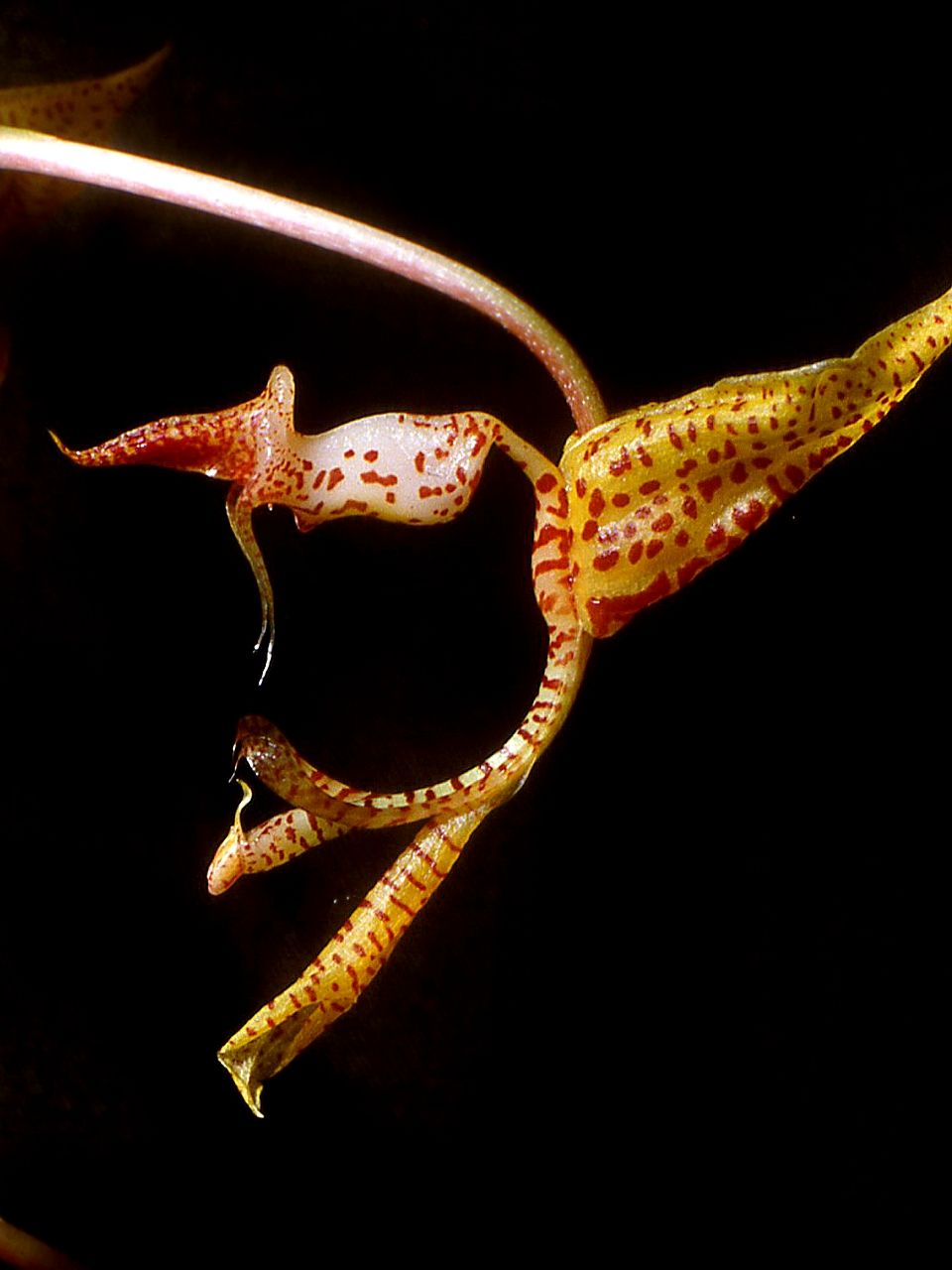
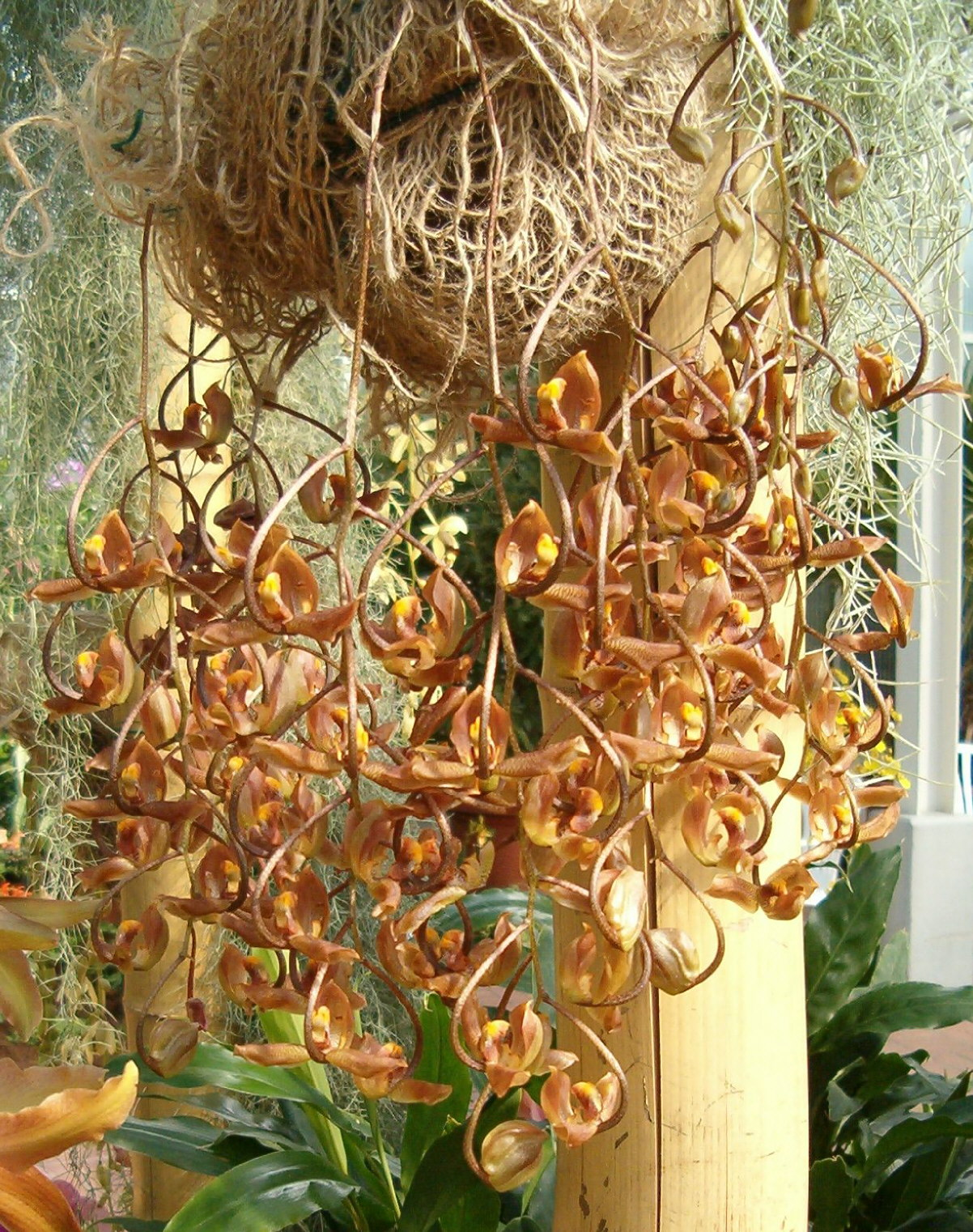
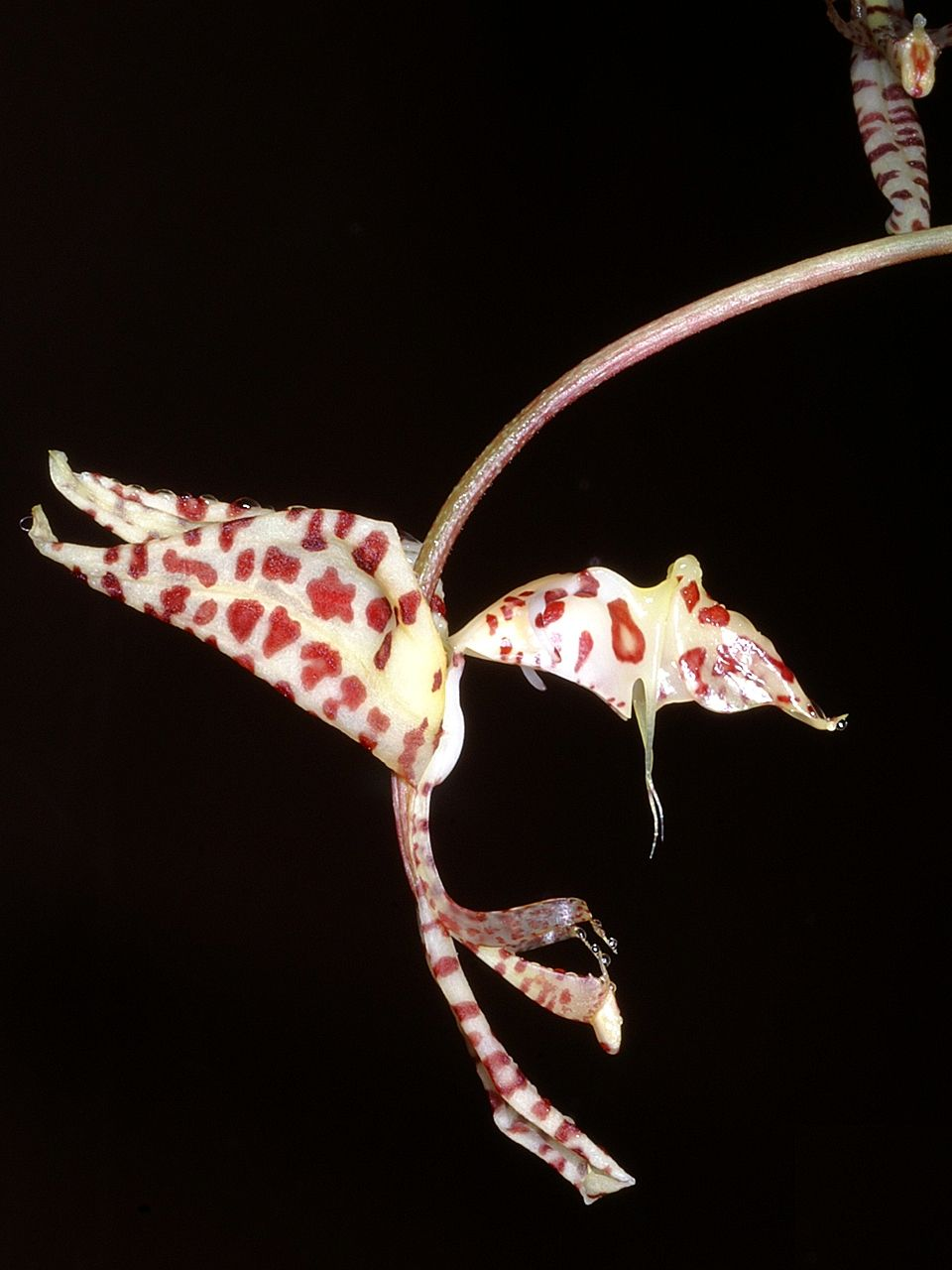

## Dottertaxa tillGongora, i alfabetisk ordning[1]
- Gongora aceras
- Gongora alfieana
- Gongora amparoana
- Gongora arcuata
- Gongora armeniaca
- Gongora aromatica
- Gongora atropurpurea
- Gongora beyrodtiana
- Gongora boracayanensis
- Gongora bufonia
- Gongora cassidea
- Gongora catilligera
- Gongora charontis
- Gongora chocoensis
- Gongora claviodora
- Gongora colombiana
- Gongora cruciformis
- Gongora dressleri
- Gongora dylaniana
- Gongora ecornuta
- Gongora erecta
- Gongora escobariana
- Gongora flaveola
- Gongora fulva
- Gongora galeata
- Gongora galeottiana
- Gongora garayana
- Gongora gibba
- Gongora glicensteiniana
- Gongora gratulabunda
- Gongora grossa
- Gongora herrenhusana
- Gongora hirtzii
- Gongora histrionica
- Gongora hookeri
- Gongora horichiana
- Gongora ileneana
- Gongora ilense
- Gongora ionodesme
- Gongora irmgardiae
- Gongora jauariensis
- Gongora juruaensis
- Gongora lagunae
- Gongora latibasis
- Gongora latisepala
- Gongora leucochila
- Gongora maculata
- Gongora meneziana
- Gongora minax
- Gongora nigrita
- Gongora nigropunctata
- Gongora odoratissima
- Gongora pardina
- Gongora passiflorolens
- Gongora pleiochroma
- Gongora portentosa
- Gongora pseudoatropurpurea
- Gongora quinquenervis
- Gongora retrorsa
- Gongora rosea
- Gongora rubescens
- Gongora rufescens
- Gongora saccata
- Gongora sanderiana
- Gongora scaphephorus
- Gongora seideliana
- Gongora similis
- Gongora sphaerica
- Gongora superflua
- Gongora tracyana
- Gongora tridentata
- Gongora truncata
- Gongora unicolor
- Gongora vitorinoana